# ماري إليزابيث ماكراكين
ماري إليزابيث ماكراكين (بالإنجليزية: Mary Elizabeth McCracken)‏ هي مبشرة أمريكية، ولدت في 2 فبراير 1911، وتوفيت في 19 أكتوبر 1945.